# سایه (فیلم ۲۰۱۳)
«سایه» (انگلیسی: Shadow) یک فیلم است که در سال ۲۰۱۳ منتشر شد.